# Telururo de sodio
El telururo de sodio es un compuesto químico inorgánico, del grupo de las sales, que está constituido por aniones de teluro {\displaystyle {\ce {Te^2-}}} y cationes de sodio (1+) {\displaystyle {\ce {Na+}}}, cuya fórmula química es Na2Te.

## Propiedades
El telururo de sodio se presenta en forma de polvo blanco que se descompone en presencia de aire. Se ha calculado que cristaliza en el sistema cúbico, grupo espacial Fm3m y que su índice de refracción es 2,08. Tiene una densidad de 2,90 g/cm³. Si se calienta se descompone a 953 °C. Es soluble en agua, donde se forman disoluciones púrpuras de politelururos {\displaystyle {\ce {Na2Te_{n}}}}.

## Preparación
Se puede preparar a partir de telurio y sodio en disolución de amoníaco líquido según la reacción:
{\displaystyle {\ce {2Na + Te ->[NH_3] Na2Te}}}

## Aplicaciones
Se emplea como reactivo en síntesis de compuestos orgánicos.